# Sunflower, Mississippi
Sunflower là một thành phố thuộc quận Sunflower, tiểu bang Mississippi, Hoa Kỳ. Năm 2010, dân số của thành phố này là 1 159 người.

## Dân số
- Dân số năm 2000: 1 340 người.
- Dân số năm 2010: 1 159 người.